# Aureliusz z Vinalesy
Aureliusz Ample Alcaide znany też jako Aureliusz z Vinalesy, (hiszp.) Aurelio de Vinalesa, José Ample Alcaide (ur. 3 lutego 1896 w Vinalesie, zm. 28 sierpnia 1936 w Foyos) – hiszpański błogosławiony Kościoła katolickiego, męczennik, prezbiter, kapucyn, ofiara prześladowań antykatolickich okresu hiszpańskiej wojny domowej.

## Życiorys
Urodził się bardzo religijnej rodzinie. Do zakonu kapucynów wstąpił w 1912 r. Śluby czasowe złożył 10 sierpnia 1913 r., a profesję wieczystą 18 grudnia 1917r. Po studiach filozoficzno-teologicznych, które odbył w Walencji i Rzymie 26 marca 1921 roku otrzymał święcenia kapłańskie z rąk arcybiskupa tytularnego Filippi Giuseppe Palica. Powierzono mu stanowisko rektora studium kapucynów w Orihuelii, gdzie wykładał od 1923 r. Powołanie realizował jako spowiednik i kaznodzieja. Po wybuchu wojny domowej, gdy rozpoczęły się prześladowania Kościoła katolickiego schronił się w ojcowskim domu. W końcu został złapany przez republikanów i w dniu 28 sierpnia 1936 roku został rozstrzelany wraz z siedemnastoma towarzyszami. Ostatnimi słowami jakie wypowiedział przed śmiercią był okrzyk:

¡Viva Cristo Rey!

Pochowany został na cmentarzu w Foyos, a 17 września 1937 r. po ekshumacji w Vinalesa. Współcześnie po translacji relikwie Aureliusza z Vinalesy spoczywają w kaplicy Męczenników kapucyńskich klasztoru św. Magdaleny w Massamagrell.
Proces informacyjny odbył się w Walencji w latach 1957–1959. Beatyfikowany w pierwszej grupie wyniesionych na ołtarze męczenników z zakonu kapucynów zamordowanych podczas prześladowań religijnych 1936–1939, razem z Józefem Aparicio Sanzem i 232 towarzyszami, pierwszymi wyniesionymi na ołtarze Kościoła katolickiego w trzecim tysiącleciu przez papieża Jana Pawła II w Watykanie 11 marca 2001 roku.
Miejscem kultu Aureliusza z Vinalesy jest archidiecezja walencka.
Wspomnienie liturgiczne obchodzone jest przez katolików w dzienną rocznicę śmierci (28 sierpnia), a także w grupie męczenników 22 września.